# 海軍打擊導彈
海軍打擊飛彈（英文：Naval Strike Missile，簡稱NSM）,是由挪威康斯堡航太防衛（KDA）公司開發的反艦飛彈、巡弋飛彈與空對面飛彈，此款飛彈的挪威語原名為「Nyttsjømålsmissil」，意為“新海目標導彈”，表明它是企鵝反艦飛彈的後繼產品，後來採用了英文行銷名稱為“海軍打擊飛彈”。

## 发展

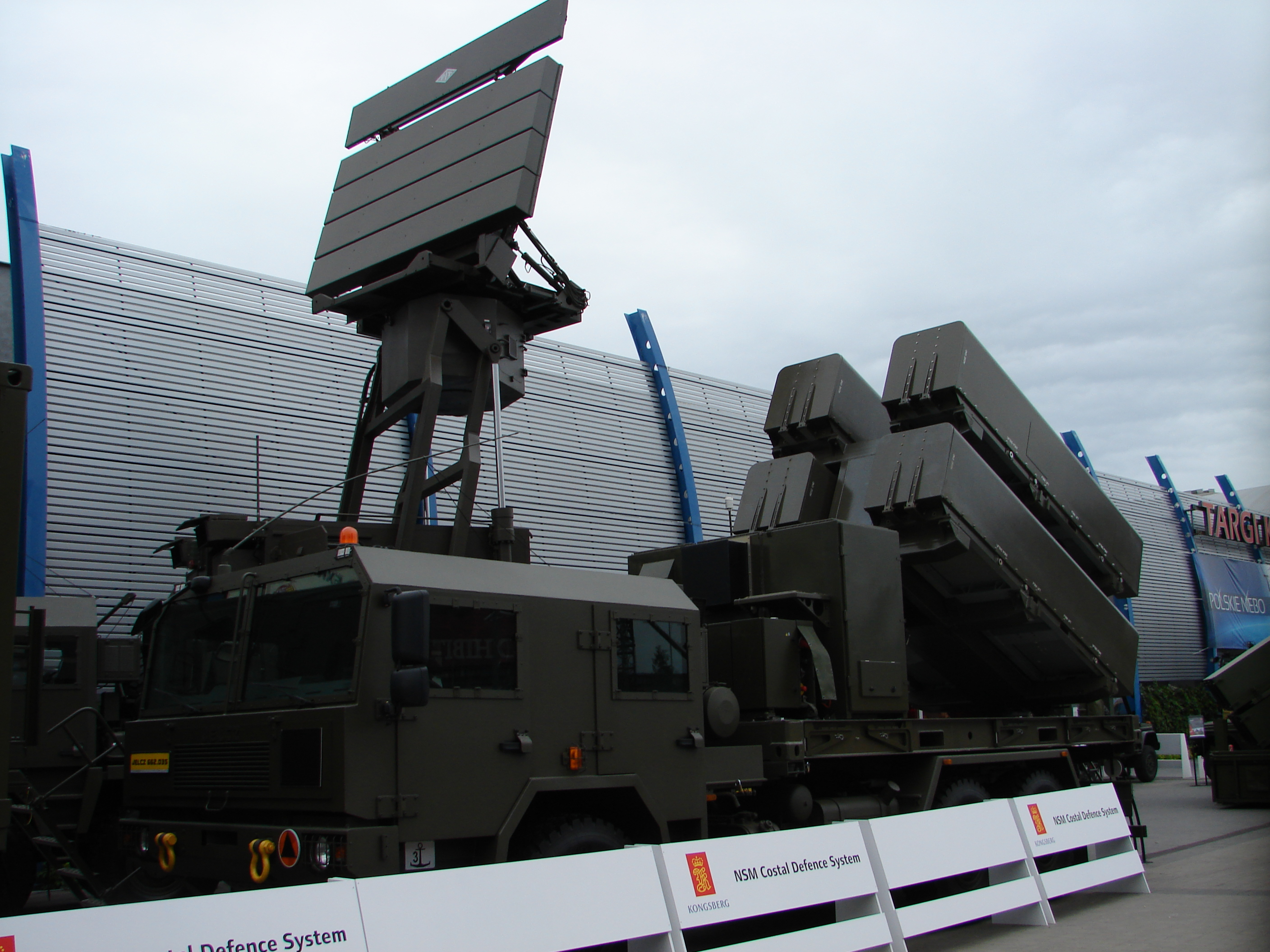
波蘭海軍裝備的海軍打擊飛彈機動發射車與AN/TRS-15M Odra三維對海搜索雷達車。

海军打击导弹最初批量生产的合同于2007年6月签订。挪威皇家海军选择将其用于新型弗里德约夫·南森级护卫舰和盾牌级飞弹快艇。2008年12月，波兰海军选择了該飛彈，2008年和2011年订购了50枚陆基导弹（包括两枚用于试验），计划于2013-2016年交付。最后的里程碑于2011年6月完成，在穆古角海上靶場进行了测试。2011年4月12日，挪威国防部宣布了第二阶段的開发。
2012年10月10日，挪威皇家海军首次试射NSM，靶船是盾牌级飞弹快艇HNoMS Glimt。
2013年6月5日，挪威皇家海军首次實彈试射了一枚NSM导弹，靶船退役的奥斯陆级护卫舰特隆赫姆号HNOMS被击中，證實弹頭功能。
2013年6月，波兰完成了沿海导弹分队的部署，在Jelcz底盘上配备了12辆NSM和23辆车（包括6枚发射器，2架TRS-15C雷达，6架火控系统和3架指挥车）。最终，沿海导弹师将配备12枚发射器，每枚运载4枚导弹，总共48枚导弹。2014年12月，波兰订购了第二批发射器和导弹，以装备海军打击导弹营。

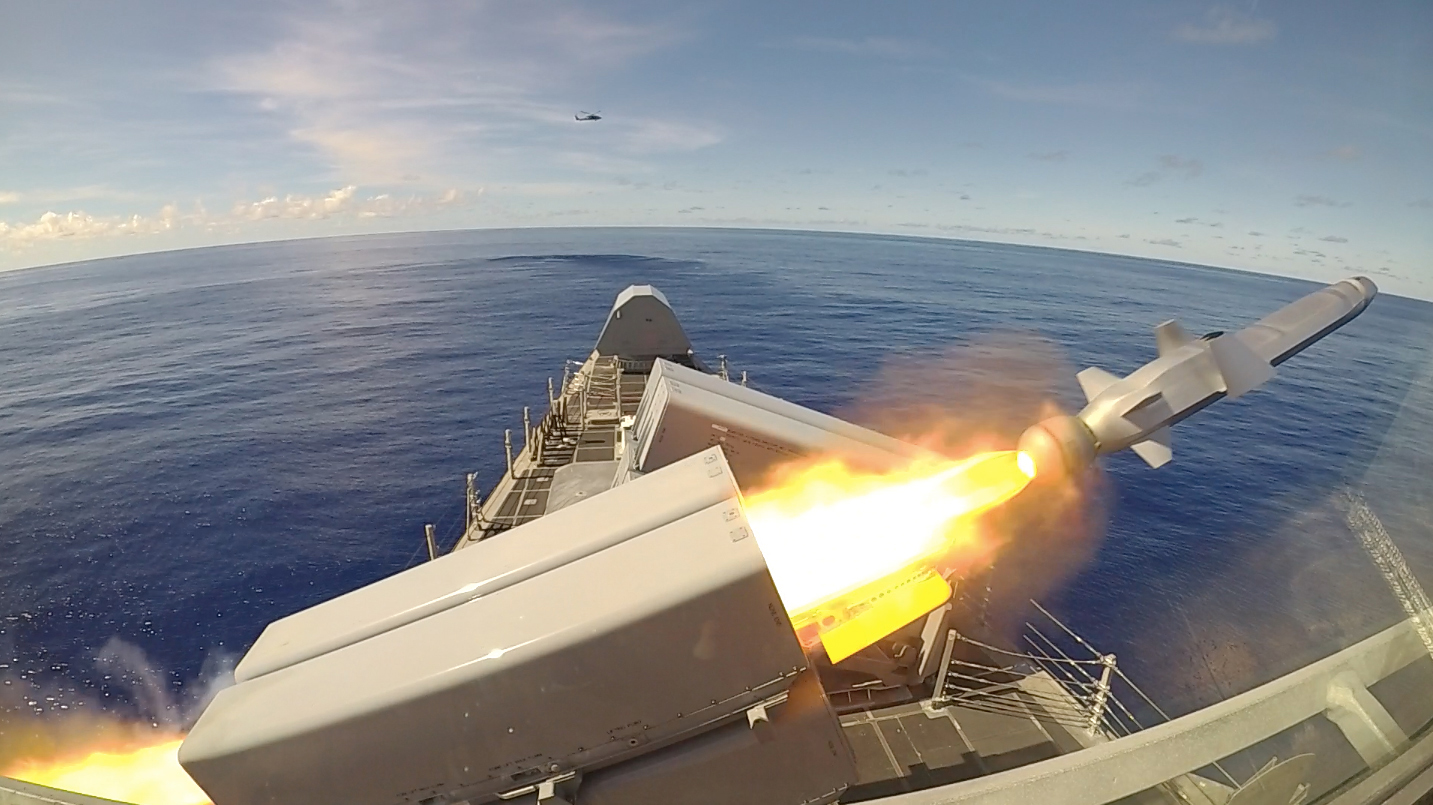
獨立級濱海戰鬥艦嘉貝麗·吉佛斯號瀕海戰鬥艦，2019年10月2日發射一枚海軍打擊飛彈。

2014年7月下旬，美国海军确认海军打击导弹将在沿岸战斗舰「科罗纳多」号 （LCS-4）上进行测试，此次測試行動於2014年9月24日獲得成功。

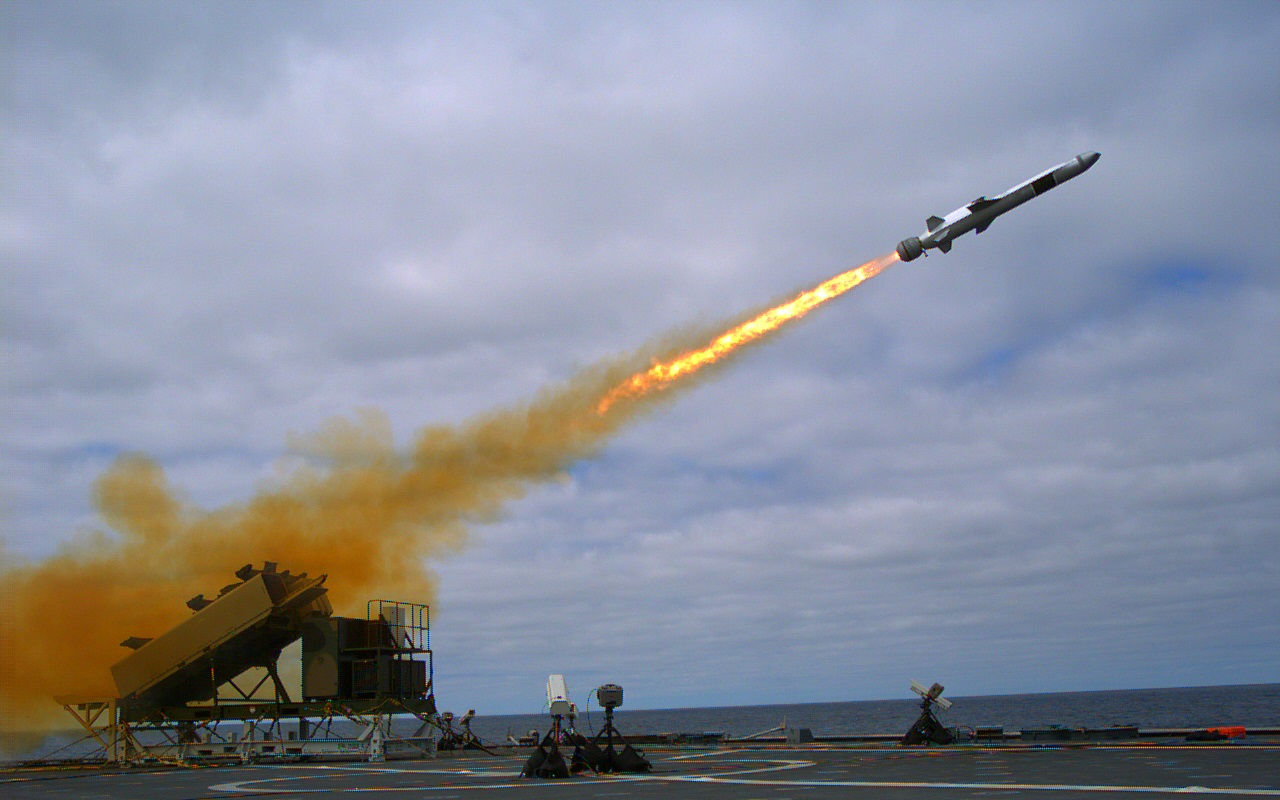
科羅納多號瀕海戰鬥艦於2014年9月24日發射一枚海軍打擊飛彈進行測試。

康斯堡公司和雷神公司合作在2015年向美國海軍推销NSM，將其作為濱海戰鬥艦(LCS)的超视距反舰导弹。到2017年5月，远程波音 RGM-84鱼叉和洛克希德·马丁 LRASM已从海军的超视距武器系统（OTH-WS）比赛中撤出，使NSM成为唯一的竞争者。2018年5月31日，海军正式选择NSM作为LCS的超视距反舰武器。授予雷神公司的初始合同价值1480万美元，要求交付由康斯伯格设计的“装在发射机构中的增强型导弹；和一个火控套件”，并购买大约12枚导弹；如果全部购买，整个合同价值可能增至8.476亿美元。合同选项得到行使海军计划在2019年底部署海军打击导弹NSM将被指定为在美国服役的RGM-184A。
在RIMPAC 2014年期间，护卫舰Fridtjof Nansen在SINKEX期间成功发射了NSM，导弹按设计进行了撞击和引爆。
在LIMA展览2015年，马来西亚宣布，海军打击导弹已经赢得了合同履行的马来西亚皇家海军的馬哈拉惹里拉級巡防艦的反舰导弹的要求。
2017年2月，挪威政府宣布德国海军将以“超过100亿挪威克朗”的价格收购“大量”的海军打击导弹。
在RIMPAC 2018期间，USARPAC向岸发射了海军打击导弹以击沉船只。
2019年10月，加布里埃尔·吉福德号濒海战斗舰（USS Gabrielle Giffords）在关岛附近举行的SINKEX演习中向退役的美国海军护卫舰福特（FFG-54）发射了海军打击导弹。
美国海军陆战队将把NSM用作海军/海军远征舰艇拦截系统（NMESIS）的一部分，该系统将NSM发射装置放置在基于JLTV的无人移动发射平台上，以使海军陆战队能够从陆上发射反舰导弹。2021年大規模演習中從NMESIS发射的反舰导弹命中了100海哩外的靶艦。

## 使用國

目前使用國
未來使用國
未來潛在使用國

### 目前使用國
拉脫維亞
 
- 澳洲皇家海軍[22]

 挪威
- 挪威皇家海軍[23]
  - 盾牌級飛彈快艇
  - 南森級巡防艦

 波蘭
- 波蘭海軍
  - 沿海飛彈中隊[24]

 加拿大
- 加拿大海軍

 美国
- 美國海軍[25]
  - 自由級近岸戰鬥艦
  - 獨立級近岸戰鬥艦
  - 阿利·伯克级驱逐舰(2024年部分列装）
  - 星座級巡防艦(計劃中)
- 美國海軍陸戰隊 [26]

 马来西亚
- 馬來西亞皇家海軍
  - 馬哈拉惹里拉級巡防艦

 德国
- 德国海军[17]

 羅馬尼亞
- 羅馬尼亞海軍（英语：Romanian Naval Forces）[27]

### 未來潛在使用國
日本
 乌克兰
- 烏克蘭海軍[29]